# Acanthocinini
Tribu
Les Acanthocinini sont une tribu de coléoptères cérambycidés, de la sous-famille des Lamiinae, décrite par le zoologiste français Charles Émile Blanchard en 1845.

## Description
Le Acanthocinini sont des longicornes ailés, caractérisés  par les ongles divariqués, les tibias intermédiaires avec un sillon et le scape sans carène (cicatrice). Le scape très allongé permet de distinguer cette tribu des Acanthoderini.
La coloration est généralement mimétique avec les écorces ; les femelles de certains genres (Acanthocinus, Graphisurus, Colobeutrypanus) portent une longue tarière déprimée.

## Distribution
Les Acanthocinini  sont une tribu énorme, qui comprend plus de 300 genres et 2 000 espèces répandus dans le monde entier, surtout dans les régions tropicales. Seulement trois genres vivent en Europe, et moins d'une dizaine dans les Antilles françaises.

### Liste des genres présents en France
- Acanthocinus Dejean, 1821
- Exocentrus Dejean, 1835
- Leiopus Audinet-Serville, 1835

### Liste des genres présents dans les Antilles françaises
- Amniscus Dejean, 1835
- Cometochus Villiers, 1980
- Lagocheirus Dejean, 1835
- Leptostylopsis Dillon, 1956
- Neseuterpia Villiers, 1980
- Nealcidion Monné, 1977
- Oedopeza Audinet-Serville, 1835
- Urgleptes Dillon, 1956

## Liste des genres
- Acanista Pascoe, 1864
- Acanthocinus Megerle in Dejean, 1821
- Acanthodoxus Martins & Monné, 1974
- Acartus Fahraeus, 1872
- Aegocidnexocentrus Breuning, 1957
- Alcathousiella Monné, 2005
- Alcathousites Gilmour, 1962
- Alcidion Sturm, 1843
- Alloeomorphus
- Alphinellus Bates, 1881
- Ameipsis Pascoe, 1865
- Amniscites Gilmour, 1957
- Amniscus Dejean, 1835
- Ancylistes Chevrolat, 1863
- Anisolophia Melzer, 1934
- Anisopodesthes Melzer, 1931
- Anisopodus White, 1855
- Antecrurisa Gilmour, 1960
- Antennexocentrus Breuning, 1957
- Antilleptostylus Gilmour, 1963
- Aphronastes Fairmaire, 1896
- Apteralcidion Hovore, 1992
- Apteroleiopus Breuning, 1955
- Astyleiopus Dillon, 1956
- Astylidius Casey, 1913
- Astylopsis Casey, 1913
- Atelographus Melzer, 1927
- Atrypanius Bates, 1864
- Australiorondonia Breuning, 1982
- Australoleiopus Breuning, 1970
- Baecacanthus Monné, 1975
- Baryssiniella
- Baryssinus Bates, 1864
- Beloesthes Thomson, 1864
- Boninella Gressitt, 1956
- Boninoleiops Hasegawa & Makihara, 2001
- Bourbonia Jordan, 1894
- Brevoxathres Gilmour, 1959
- Bulbolmotega Breuning, 1966
- Callipero Bates, 1864
- Calolamia Tippmann, 1953
- Canidia Thomson, 1857
- Carinoclodia Breuning, 1959
- Carpheolus Bates, 1885
- Carphina Bates, 1872
- Carphontes Bates, 1881
- Catharesthes Bates, 1881
- Chaetacosta Gilmour, 1961
- Chydaeopsis Pascoe, 1864
- Clavemeopedus Breuning, 1969
- Cleodoxus homson, 1864
- Clodia Pascoe, 1864
- Cobelura Erichson, 1847
- Coenopoeus Horn, 1880
- Colobeutrypanus Tippmann, 1953
- Cometochus
- Contoderopsis Breuning, 1956
- Contoderus Thomson, 1864
- Cosmotoma Blanchard, 1845
- Cristenes Breuning, 1978
- Cristisse Breuning, 1955
- Cristocentrus Breuning, 1957
- Cristurges Gilmour, 1961
- Dectes LeConte, 1852
- Didymocentrotus McKeown, 1945
- Dolichoplomelas Breuning, 1958
- Driopea Pascoe, 1858
- Dryana Gistel & Bromme, 1848
- Eleothinus Bates, 1881
- Elongatocontoderus Breuning, 1977
- Emeopedopsis Breuning, 1965
- Emeopedus Pascoe, 1864
- Eneodes Fisher, 1926
- Enes Pascoe, 1864
- Eoporis Pascoe, 1864
- Erphaea Erichson, 1847
- Eucharitolus Bates, 1885
- Eugamandus Fisher, 1926
- Euryxaenapta Breuning, 1963
- Eutrichillus Bates, 1885
- Eutrypanus Erichson, 1847
- Exalcidion Monné, 1977
- Exocentroides Breuning, 1958
- Exocentrus Dejean, 1835
- Falsacanthocinus Breuning, 1951
- Falsexocentrus Breuning, 1970
- Falsometopides Breuning, 1957
- Falsovelleda Breuning, 1954
- Fasciculancylistes Breuning, 1965
- Fisherostylus Gilmour, 1963
- Freoexocentrus Breuning, 1977
- Georgeana
- Glaucotes Casey, 1913
- Goephanes
- Goephanomimus Breuning, 1958
- Granastyochus Gilmour, 1959
- Graphisurus Kirby, 1837
- Hamatastus Gilmour, 1957
- Hexacona Bates, 1881
- Hiekeia Breuning, 1964
- Hoplomelas Fairmaire, 1896
- Hoploranomimus Breuning, 1959
- Hylettus Bates, 1864
- Hyperplatys Haldeman, 1847
- Idephrynus Bates, 1881
- Inermoleiopus Breuning, 1958
- Intricatotrypanius Breuning, 1959
- Ipochira Pascoe, 1864
- Isse Pascoe, 1864
- Jordanoleiopus Lepesme & Breuning, 1955
- Kallyntrosternidius Vitali, 2009
- Lagocheirus Dejean, 1835
- Lasiolepturges Melzer, 1928
- Lathroeus Thomson, 1864
- Lebisia Breuning, 1958
- Leiopus Audinet-Serville, 1835
- Leptocometes Bates, 1881
- Leptostylopsis Dillon, 1956
- Leptostylus LeConte, 1852
- Leptrichillus Gilmour, 1960
- Lepturdrys Gilmour, 1960
- Lepturgantes Gilmour, 1957
- Lepturges Bates, 1863
- Lepturginus Gilmour, 1959
- Lepturgotrichona Gilmour, 1957
- Lethes Zayas, 1975
- Liopinus Linsley and Chemsak, 1995
- Lithargyrus Martins & Monné, 1974
- Longilepturges
- Lophopoenopsis Melzer, 1931
- Lophopoeum Bates, 1863
- Maculileiopus Breuning, 1958
- Mahenes Aurivillius, 1922
- Mahenoides Breuning, 1958
- Maublancancylistes Lepesme & Breuning, 1956
- Mecotetartus Bates, 1872
- Metadriopea Breuning, 1977
- Miaenia Pascoe, 1864
- Microhoplomelas Breuning, 1958
- Microplia Audinet-Serville, 1835
- Micurus Fairmaire, 1896
- Mimacanthocinus Breuning, 1958
- Mimaderpas Breuning, 1973
- Mimagnia Breuning, 1958
- Mimancylistes Breuning, 1955
- Mimapomecyna Breuning, 1958
- Mimectatina Aurivillius, 1928
- Mimeryssamena Breuning, 1971
- Mimexocentroides Breuning, 1961
- Mimexocentrus Breuning, 1958
- Mimhoplomelas Breuning, 1971
- Mimillaena Breuning, 1958
- Mimipochira Breuning, 1956
- Mimocoedomea Breuning, 1940
- Mimodriopea Breuning, 1977
- Mimohoplorana Breuning, 1960
- Mimoleiopus Breuning, 1969
- Mimomyromeus Breuning, 1978
- Mimosophronica Breuning, 1957
- Mimostenellipsis Breuning, 1956
- Mimotrypanius Breuning, 1973
- Mimoxenolea Breuning, 1960
- Mimozygoceropsis Breuning, 1978
- Moala Dillon & Dillon, 1952
- Myrmecoclytus Fairmaire, 1895
- Myrmexocentroides Breuning, 1970
- Myromeus Pascoe, 1864
- Myromexocentrus Breuning, 1957
- Nanustes Gilmour, 1960
- Neacanista Gressitt, 1940
- Nealcidion Monné, 1977
- Neobaryssinus Monné & Martins, 1976
- Neoeutrypanus Monné, 1977
- Neoischnolea Breuning, 1961
- Neopalame Martins & Monné, 1972
- Neosciadella Dillon & Dillon, 1952
- Neseuterpia Villiers, 1980
- Nesomomus Pascoe, 1864
- Nonymodiadelia Breuning, 1958
- Nyssocarinus Gilmour, 1960
- Nyssocuneus Gilmour, 1960
- Nyssodectes Dillon, 1955
- Nyssodrysilla Gilmour, 1962
- Nyssodrysina Casey, 1913
- Nyssodrysternum Gilmour, 1960
- Nyssosternus Gilmour, 1963
- Odontozineus Monné, 2009
- Oectropsis Blanchard in Gay, 1851
- Oedopeza Audinet-Serville, 1835
- Olenosus Bates, 1872
- Olmotega Pascoe, 1864
- Ombrosaga Pascoe, 1864
- Onalcidion Thomson, 1864
- Ophthalmemeopedus Breuning, 1961
- Ostedes Pascoe, 1859
- Othelais Pascoe, 1866
- Oxathres Bates, 1864
- Oxathridia Gilmour, 1963
- Ozineus Bates, 1863
- Palame Bates, 1864
- Parabaryssinus Monné, 2009
- Paracanthocinus Breuning, 1965
- Paracartus Hunt & Breuning, 1957
- Parachydaeopsis Breuning, 1968
- Paracleodoxus Monné & Monné, 2010
- Paraclodia Breuning, 1974
- Paracristenes Breuning, 1970
- Paracristocentrus Breuning, 1980
- Paradidymocentrus Breuning, 1956
- Paradriopea Breuning, 1965
- Paraegocidnus Breuning, 1956
- Parahiekeia Breuning, 1977
- Paralcidion Gilmour, 1957
- Paraleiopus Breuning, 1956
- Paramyromeus Breuning, 1956
- Parancylistes Breuning, 1958
- Paranisopodus Monné & Martins, 1976
- Paraprobatius
- Paratenthras
- Paratrichonius
- Paroectropsis
- Paroecus
- Pattalinus
- Pentheochaetes
- Pertyia
- Phrissolaus
- Piezochaerus
- Probatiomimus
- Proseriphus
- Proxatrypanius
- Pseudastylopsis Dillon, 1956
- Pseudocobelura
- Pseudocriopsis
- Pseudolepturges
- Pseudosparna
- Pucallpa
- Pygmaleptostylus
- Sciadosoma
- Sporetus
- Stenolis
- Sternacutus
- Sternidius LeConte, 1873
- Sternidocinus Dillon, 1956
- Styloleptoides Chalumeau, 1983
- Styloleptus Dillon, 1956
- Sympagus
- Tenthras
- Tomrogersia
- Toronaeus
- Trichalcidion
- Trichalphus
- Trichastylopsis Dillon, 1956
- Trichillurges
- Trichocanonura Dillon, 1956
- Trichonius
- Trichonyssodrys
- Trichotithonus
- Tropanisopodus
- Tropidocoleus
- Tropidozineus
- Trypanidiellus
- Trypanidius Blanchard, 1843
- Tuberastyochus
- Urgleptes Dillon, 1956
- Valenus Casey, 1892
- Xenocona
- Xenostylus
- Xylergates
- Xylergatoides